# Chlorophorus assimilis
Chlorophorus assimilis là một loài bọ cánh cứng trong họ Cerambycidae.